# Aquilegia barbaricina
Aquilegia barbaricina és una planta herbàcia que pertany a la família de les ranunculàcies. És endèmica d'Itàlia.

## Descripció
És una planta herbàcia perenne erecta que pot arribar a fer als 30–60 cm d'alçada. Les tiges tenen pèls fins. Les fulles són trilobulades. Les flors són blanques de 25–30 mm de diàmetre amb cinc pètals fusionats. El fruit és una càpsula erecta que es produce al juny.

## Distribució i hàbitat
Es troba a l'illa de Sardenya, Mont Spada al llarg dels cursos d'aigua en altituds de 1300-1400 msnm. Habita els matollars de tipus Mediterrani. Se la tracta en perill per pèrdua d'hàbitat.

## Taxonomia
Aquilegia barbaricina, va ser descrita per Arrigoni i E.Nardi i publicat a Bollettino della Società Sarda di Scienze Naturali 16: 265, a l'any 1977.
Etimologia
Aquilegia : nom genèric que deriva del llatí aquila = "àguila", en referència a la forma dels pètals de la qual se'n diu que és com l'urpa d'una àguila.
barbaricina: epítet llatí que significa "estrangera".